# Jerzy Sobolewski
Jury Sabaleuski, biał. Юры Сабалеўскі (ur. 24 kwietnia 1889 w Stołpcach, zm. 26 grudnia 1957 w Monachium) – białoruski publicysta, pisarz i polityk narodowy, wiceprzewodniczący Białoruskiej Centralnej Rady (1943-1944), emigracyjny działacz antykomunistyczny.

## Życiorys
W latach 1924–1927 był posłem w polskim sejmie, od połowy kadencji reprezentującym Białoruską Włościańsko-Robotniczą Hromadę, w której należał do czołowych działaczy. Za swoją działalność był w 1928 aresztowany i skazany w 1932 na karę 6 lat więzienia.
Po zajęciu wschodnich części Polski przez Armię Czerwoną 17 września 1939, został aresztowany przez NKWD. W czerwcu 1941 udało mu się jednak zbiec z więzienia. Po ataku wojsk niemieckich na ZSRR i zajęciu obszaru Białorusi został burmistrzem okupowanych Baranowicz. Następnie należał do kierownictwa Białoruskiej Samopomocy Ludowej. W latach 1943–1944 był II wiceprzewodniczącym Białoruskiej Centralnej Rady (BCR). Pod koniec czerwca 1944 uczestniczył w obradach II kongresie wszechbiałoruskim w Mińsku, po czym natychmiast ewakuował się do Rzeszy.
Po zakończeniu wojny przebywał w zachodnich Niemczech, gdzie wchodził w skład kolegium emigracyjnej BCR. W 1948 wszedł w skład Białoruskiego Centralnego Przedstawicielstwa. W 1950 w imieniu BCR nawiązał kontakty z Ukraińską Radą Narodową. Działał w międzynarodowym ruchu antykomunistycznym, należąc do Antybolszewickiego Bloku Narodów. Jeszcze w 1950 wyjechał do USA. Napisał książkę poświęconą życiu i działalności innego białoruskiego działacza narodowego księdza Wincenta Hadleŭskiego. Zmarł 1957 w niewyjaśnionych okolicznościach.